# Eparchie ivano-frankivsko-haličská
Eparchie ivano-frankivsko-haličská je eparchie pravoslavné církve Ukrajiny.

## Území a titul biskupa
Zahrnuje správní hranice území Ivanofrankivské oblasti.
Eparchiálnímu biskupovi náleží titul biskup ivano-frankivský a haličský.

## Historie
Eparchie vznikla roku 1990 jako součást Ukrajinské autokefální pravoslavné církve (dnes eparchie ivano-frankivská (PCU)).
Roku 1992 se stala součástí Ukrajinské pravoslavné církve Kyjevského patriarchátu.
Roku 1997 vznikla na území Ivanofrankivské oblasti další církevní struktura, a to eparchie kolomyjská.

## Seznam biskupů
- 1990–1995 Andrij (Abramčuk)
- 1996–1997 Volodymyr (Ladyka)
- 1997–1997 Volodymyr (Poliščuk)
- od 1997 Ioasaf (Vasylykiv)